# Xã Howe, Quận Perry, Pennsylvania
Xã Howe (tiếng Anh: Howe Township) là một xã thuộc quận Perry, tiểu bang Pennsylvania, Hoa Kỳ. Năm 2010, dân số của xã này là 393 người.